# Tammy (chanson)

Tammy est une chanson populaire américaine. La musique est de Jay Livingston et les paroles de Ray Evans.
La première interprète de Tammy est l'actrice et chanteuse Debbie Reynolds, en 1957, pour le film Tammy and the Bachelor. Cette version, éditée par Coral Records (catalogue : 61851) atteindra la première place de tous les hit-parades et vaudra à ses auteurs une nomination pour l'Oscar de la meilleure chanson originale en 1958.
La chanson a été reprise avec succès par les Ames Brothers, toujours en 1957. On peut l'entendre aussi sous forme de sample dans A different feeling, par le groupe de dee jays australiens The Avalanches.